# Akutan (wyspa)
Akutan (ang. Akutan Island, aleucki Akutanax̂) – wyspa na Alasce, w archipelagu Wysp Lisich. Na wyspie znajduje się wulkan Akutan. Powierzchnia wyspy wynosi 334,13 km², a wyspę w 2000 roku, według spisu ludności, zamieszkiwało 713 osób, wszystkie w mieście Akutan.